# 4-й егерский полк
4-й егерский полк
Места дислокации
В 1820 году — Либава. В 1820 — 1833 годах полк находился в составе 2-й пехотной дивизии.

## Формирование и кампании полка
Полк сформирован в Юрбурге 29 ноября 1796 года, из 2-го батальона Эстляндского егерского корпуса, в составе пяти рот, под названием 5-го егерского батальона. 17 мая 1797 года батальон был переформирован в двухбатальоный 5-й егерский полк, который затем назывался именами шефов.
В 1798 году полк, в составе корпуса Римского-Корсакова, был двинут в Швейцарию. 18 августа егеря прибыли в Уцнах и 14 сентября, при неожиданном наступлении французов, выдержали натиск противника, после упорного штыкового боя отступив к Эглизау. На следующий день, выдержав бой у Цюриха, полк, находясь в арьергарде, штыками пробился к реке Глат. С 8 октября егеря находились в корпусе принца Конде и были размещены по квартирам в Баварии до 25 апреля 1800 года.
По возвращении в Россию полк 29 марта 1801 года был наименован 4-м егерским полком и приведён 30 апреля 1802 года в состав трёх батальонов.
В кампанию 1806 года полк, состоя в авангарде графа Остермана-Толстого, геройски выдержал 11 декабря у Чарнова атаку Наполеона и отбил захваченную французами батарею. 14 декабря 1806 года при Пултуске полк находился на крайнем левом фланге русских войск и отразил все атаки французов. При отступлении к Прейсиш-Эйлау егеря были в арьергарде правой колонны и участвовали в делах при Яновково, Вальтерсмюле, Ландсберге и в сражении при Прейсиш-Эйлау.
Во 2-ю половину кампании полк доблестно участвовал в сражениях при Пассарге, Гуттштадте, Вольфсдорфе, Гейльсберге и Фридланде. За доблестную боевую службу полку была пожалована 1 апреля 1808 года серебряная труба с надписью: «За отличие в течение кампании 1807 г. против французов».
С началом в 1808 году войны со Швецией полк, находясь в авангарде отряда генерал-адъютанта князя Долгорукова, совершил наступление на Финляндию и 15 октября 1808 года принял участие в неудачной атаке у Иденсальми.
Во время Отечественной войны 1812 года полк был в составе 1-й Западной армии и, находясь в арьергарде 2-го пехотного корпуса, участвовал 14 и 15 июля в боях у Какувячина, 5 августа под Смоленском, а после Бородина, в составе арьергарда Платова, выдержал 27 и 28 августа натиск противника у Можайска и при селе Крымском. При переходе русской армии в наступление полк находился в сражениях при Тарутине, Вязьме и Дорогобуже.
В 1813 году полк находился при взятии Калиша и в сражениях при Люцене, Бауцене, Дрездене, Кульме и под Лейпцигом. Запасной батальон полка в течение 1812 года находился в Риге и с 23 января по 21 декабря 1813 года принимал участие в осаде Данцига.
В 1814 году полк участвовал в сражениях при Фальсбурге, Бриенне, Ножане, Лобресселе, Бар-сюр-Об, Арси-сюр-Об и Париже, где егеря атаковали Пантен и захватили 6 орудий.
В 1819 году 2-й батальон был назначен в состав корпуса военных поселений и занял квартиры в Новгородской губернии.
В 1831 году 1-й и 3-й батальоны приняли участие в усмирении польского мятежа и находились в сражениях при Грохове, Шавлях и при штурме Варшавы.
28 января 1833 года при всеобщей реорганизации армейской пехоты полк был присоединён к Эстляндскому пехотному полку и составил его 3-й, 4-й и 6-й батальоны.
6 апреля 1863 года из 4-го резервного батальона и бессрочно-отпускных был сформирован в Вильне двухбатальонный Эстляндский резервный пехотный полк, который 13 августа 1863 года был назван Пермским пехотным полком. В этом последнем полку были унаследованы старшинство и знаки отличия 4-го егерского полка.

## Знаки отличия полка
4-й егерский полк имел следующие знаки отличия: две серебряные Георгиевские трубы с надписью «За отличие в течение кампании 1807 г. против французов», пожалованные 1 апреля 1808 г.; Гренадерский барабанный бой, пожалованный 6 октября 1809 г. за отличие во время русско-шведской войны 1808—1809 гг.

## Шефы полка
- 31.10.1798 — 06.03.1799 — майор Воробьёв, Матвей Александрович
- 06.03.1799 — 27.07.1800 — генерал-майор Титов, Василий Петрович
- 27.07.1800 — 18.12.1800 — полковник Иванов, Пётр Фёдорович
- 18.12.1800 — 20.12.1800 — генерал-майор князь Волконский, Дмитрий Михайлович
- 20.12.1800 — 04.11.1801 — генерал-майор фон Брадке, Фёдор Иванович
- 05.11.1801 — 06.10.1812 — генерал-майор (с 12.12.1807 генерал-лейтенант) Багговут, Карл Фёдорович
- 16.05.1814 — 01.09.1814 — полковник Рейбниц, Карл Павлович

## Командиры полка
- 08.07.1796 — 19.11.1797 — подполковник Герздорф, Карл Николаевич
- 21.11.1797 — 17.01.1799 — майор Воробьёв, Матвей Александрович
- 06.03.1799 — 04.01.1800 — майор (с 28.12.1799 подполковник) Воробьёв, Матвей Александрович
- 13.01.1800 — 07.05.1801 — майор (с 23.01.1800 подполковник) Титов, Степан Фёдорович
- 07.05.1801 — 05.03.1806 — полковник Жилко, Фома Александрович
- 23.07.1806 — 07.11.1807 — полковник Фролов, Григорий Николаевич
- 07.07.1808 — 16.11.1809 — полковник Адамович, Василий Богданович
- 16.11.1809 — 04.10.1813[2] — подполковник (с 18.03.1810 полковник) Фёдоров, Александр Ильич
- 04.10.1813 — 25.04.1815 — подполковник Волков
- 22.06.1815 — 01.01.1819 — полковник Рейбниц, Карл Павлович
- 22.01.1819 — 06.12.1827 — полковник Колотинский, Константин Михайлович
- 06.12.1827 — 28.01.1833 — подполковник (с 28.01.1828 полковник) Карлович, Антон Михайлович

## Известные люди, служившие в полку
- Кобелев, Павел Денисович (1793—1877) — генерал-лейтенант, участник Отечественной войны 1812 года, командир 5-го округа Отдельного корпуса внутренней стражи.